# Abdel Latif Sharif
Abdel o Abdul Latif Sharif Sharif (Egipto, 19 de septiembre de 1947-Ciudad Juárez, Chihuahua, México, 2 de junio de 2006) fue un químico y asesino serial mexicano nacido en Egipto que operó en México y posiblemente también en Estados Unidos. Fue conocido mediáticamente como «el Destripador», «el Depredador» o «el Chacal de Ciudad Juárez», su nombre tomó relevancia al ser acusado en 1995 de ser el responsable de alrededor de 20 feminicidios en Ciudad Juárez, aunque solo fue procesado y condenado por uno. Sharif presuntamente era un asesino organizado, nómada, hedonista motivado por compulsión sexual y depredador sexual.

## Antecedentes

### Infancia y juventud
Sharif nació en el seno de una familia musulmana en Egipto, fue hijo único, durante su infancia sufrió de constantes abusos sexuales por parte de su padre y varios familiares varones, quedaría huérfano de madre siendo aún niño, su padre se oponía a que el asistiera a la escuela; sin embargo, siempre mostró cierta inteligencia, adiestraba palomas mensajeras, y pescaba en el río, a los 12 años su padre convino su matrimonio con su prima de 10 años, tres años después Sharif se retractaría de su promesa de matrimonio para viajar a los Estados Unidos, sin embargo esto no fue del agrado de su familia pues una de sus tías le lanzó un maleficio.
Estudiaría Ingeniería Química en la Universidad de El Cairo donde alcanzó un promedio de 9.9. Fue maestro de una preparatoria y una universidad, después de haber viajado a la Unión Soviética se fue a Nueva York donde por su inteligencia pudo encontrar trabajo en empresas de petroquímicos, cosméticos, pinturas y tratadoras de piel, era el profesional, atractivo, exitoso y joven. Las mujeres se convirtieron en una de sus obsesiones durante sus 21 años de estancia en Estados Unidos, contrajo matrimonio 2 veces y tuvo 5 compañeras sentimentales con las que vivió largos periodos.

### Llegada y vida en América
Emigró legalmente a Estados Unidos en 1970, arribó a Nueva York, en donde empezó a trabajar. Estuvo ocupado en un mismo empleo durante 8 años, cuando, en 1978, fue despedido a causa de sus problemas con el alcohol. Entonces se trasladó a Pensilvania, donde residió durante 3 años. En 1981, se muda a Florida, en donde estuvo empleado en la empresa Cercoa Inc., durante este tiempo se suscitan las primeras agresiones sexuales de Sharif; en 1982, contrae matrimonio y se divorcia, tras un breve lapso, después de haber golpeado a su esposa. Sharif era un químico destacado, de hecho durante su estancia en libertad en México se mantuvo de las patentes en varios procesos petroquímicos que él había inventado.

## Crímenes

### Imputaciones por abuso sexual
Según la versión oficial Sharif era un promiscuo, alcohólico y pedófilo. Cuentan que solía torturar a animales moribundos durante sus expediciones de caza y que coleccionaba ropa de niña. Cabe destacar que según otras fuentes esta caracterización de Sharif fue un invento de la fiscalía para hacer creíble las imputaciones en su contra.
La primera supuesta agresión sexual de Abdul que se conoce ocurrió el 2 de mayo de 1981, en Palm Beach, Pensilvania, cuando con engaños- le había prometido un empleo como ama de llaves- llevó a una mujer a su casa, la secuestró, golpeó y violó en repetidas ocasiones. Posterior a las agresiones simplemente dejó ir a la mujer, ella declaró que le había dicho:

"¡Oh! ¿te he hecho daño? Creo que deberías ir a un hospital." (Sharif, Abdul Latif refiriéndose a la mujer; 1981)

La defensa de Sharif fue financiada por Cercoa Inc.; bajo el alegato de que fue un encuentro consensuado, Sharif solo enfrentó cargos por agresión, y no por violación y privación ilegal de la libertad, salió en libertad condicional.
Casi justo después de salir de prisión, en agosto de 1981, agrede a otra mujer. Esta ocasión es condenado a 45 días de prisión, nuevamente su defensa es financiada por Cercoa Inc. Curiosamente Sharif no fue despedido hasta 1982.
En 1982, tras su despido, se traslada a Gainesville, Florida, en donde contrae matrimonio. Su esposa se divorcia de él, después de que este la hubiera golpeado hasta la inconsciencia. El 17 de marzo de 1983, se registra la tercera violación de Sharif, nuevamente con el engaño de la oferta de empleo como ama de llaves, atrae a una mujer a su casa. La golpea, viola y amenaza de muerte, ella logra escapar y lo denuncia. Esta vez, es condenado a 12 años de prisión en 1984.
Tras pasar tan solo 5 años en prisión, sale en libertad en 1989, pero Sharif no es deportado a Egipto pese a que el juez había dictaminado que así sería. Ese año se traslada a Midland, Texas, en donde es contratado por la empresa trasnacional Benchmark Research and Technology. En 1991, es detenido por conducir ebrio, y pese a ser identificado no es deportado. En 1993, supuestamente vuelve a violar a una mujer, su defensa es patrocinada por Benchmark Research and Technology, y en un acto de total impunidad, es dejado en libertad bajo la promesa de que nunca más volvería a pisar suelo estadounidense.
Así el 14 de mayo de 1994, Abdul L. Sharif llega a Ciudad Juárez, todavía como empleado de Benchmark.
Los incidentes en los que se vio involucrado en los E.U. fueron los siguientes:
- CASO NÚMERO 1

CASO 8103-1225 MARZO 3 DE 1981
JOANNE COLLINS POLDESMINK
NORTH PALM BEACH, FLORIDA
Reporte de delito menos como consta en el acta, Joanne fue novia de Sharif discutieron hubo insultos verbales pero jamás golpes como consta en el expediente, ella más tarde retiró los cargos.
- CASO NÚMERO 2

CASO 8108-4771
JANET STROVEN
AGRESIÓN SEXUAL
A esta mujer la conoció en el bar de un hotel donde Sharif asistió a una convención de químicos, charlaron y bebieron en el bar. Sharif la invitó a su casa, a lo cual ella aceptó, en el trayecto a su casa la mujer le hizo saber a Sharif el costo de sus servicios, a lo cual Sharif le dijo ¿qué no eras una profesional del petróleo?, ¿entonces no eres más que una vulgar prostituta? Y se burló de ella, la mujer quedó tan indignada que presentó cargos de violencia sexual, Sharif compareció ante la corte y contó lo sucedido por lo cual el juez le dijo que tenía razón sin embargo no tenía derecho de decirle prostituta a una prostituta, eso también consta en el expediente antes mencionado.[cita requerida]
- CASO NÚMERO 3

CASO 8105-2568
MAYO 2 1981
MOLLY FLEMING
AGRESIÓN SEXUAL
Esta mujer era vecina de Sharif, se conocían de vista y en una ocasión la mujer tocó la puerta de Sharif y éste la invitó a pasar, estuvieron charlando y bebiendo hasta que la mujer decidió retirarse porque se sentía borracha, a los pocos minutos de que la mujer se marchó de casa de Sharif, le llamó por teléfono pidiéndole subiera a su departamento, a lo cual accedió. Cuando éste subió, la mujer estaba en ropa íntima muy sugerente y tuvieron relaciones sexuales, rato después llamó el novio de la mujer y le dijo que iría a verla a lo cual la actitud de esta cambió totalmente para con Sharif y lo corre de su departamento, pero llegó el novio de la mujer, se dio cuenta de todo y esta inventó que Sharif la narcotizó, el novio de la chica, ofendido, llamó a la policía sin embargo Sharif tenía en su casa aún las copas donde habían estado bebiendo juntos; se analizaron los vasos y no contenían ningún tipo de narcótico como lo mencionó la mujer solamente residuos de vodka. A Sharif únicamente le dieron 5 años de libertad condicionada.[cita requerida]
- CASO NÚMERO 4

CASO 83-4231
MARZO 3 DE 1981
SUSAN WAIT
GOLPIZA SEXUAL
Esta mujer era estudiante universitaria y vivía en casa de Sharif, desde el inicio acordaron tener relaciones sexuales, debido a que ninguno de los dos tenían pareja. Sharif tuvo que salir de viaje de trabajo, estando fuera la llamó por teléfono y la notó extraña, a lo lejos escuchaba otra voz, cuando regresó a casa, Sharif vio en la recámara indicios de que había tenido relaciones sexuales con alguien más, había copas con residuos de licor, sin embargo la mujer lo negó. Al día siguiente Sharif y la mujer cenaron y bebieron, discutieron y la mujer aceptó haber tenido sexo la noche anterior y Sharif la golpéo, de ese hecho el siempre se confesó culpable y admitió que golpeo a la mujer, días después la policía lo arrestó. Además se le castigó por transegredir la orden de libertad condicional del caso anterior número 3, por las lesiones se le condenó a 12 años de prisión de los cuales purgó 5 años y 4 meses. En los años que pasó en prisión fue interno modelo, se dedicó a dar clases a los internos de lo que conocía, química.[cita requerida]
- CASO NÚMERO 5

CASO CRB-20-863
MIDLAND, TEXAS
NANCY DÍAZ
VIOLACIÓN SEXUAL
Fue el 31 de octubre, noche de brujas, Sharif decide ir a un bar a festejar tal fecha, ahí conoce a Nancy Díaz y a su prima. Después de cerrar el bar, Sharif invita a la mujer a su casa y ella acepta. Tuvieron relaciones sexuales 4 ocasiones seguidas, al amanecer Sharif lleva a la mujer a su casa y metros antes de llegar a ella la mujer le pide que se detenga, debido a que estaba el coche de su marido. No volvió a saber de la mujer hasta días después, que se presenta Nancy con su esposo el cual era compañero de trabajo de Sharif y le pide arreglar el ultraje, a lo cual Sharif le cuestiona que ¿cuál ultraje? y le piden $20,000 mil dólares por no denunciarlo a la policía. Sharif se niega a pagar tal cantidad y éstos lo denuncian a la policía, sin embargo esta acusación no prosperó por falta de pruebas.[cita requerida]
Debido a estos 5 incidentes fue deportado y expulsado de los Estados Unidos, así mismo las autoridades Chihuahuenses sembrarían que Sharif tenía hasta 15 procesos judiciales por violación, hecho que jamás fue cierto puesto que la misma autoridad estadounidense lo expulsó en la ciudad de El Paso, Texas.

### Faceta como asesino en serie
El primer homicidio de Sharif que se conoce ocurrió en México en marzo de 1995, pero existen ciertos indicios de ser un chivo expiatorio presentado por la Procuraduría General de Justicia de Chihuahua (PGJCH), quien le hizo fama de ser asesino serial. Se cree que pudo haber comenzado a matar entre 1978 y 1981 en Estados Unidos, durante su estancia en Pensilvania, cuando se suscitaron las desapariciones de varias mujeres y niñas que nunca fueron halladas. Sharif jamás pudo ser relacionado con estos misteriosos hechos.
A su llegada a México en 1994, se asienta en el lujoso y exclusivo Fracc. Rinconadas de San Marcos, de Ciudad Juárez, con todos los gastos auspiciados por Benchmark Research and Technology. Sharif siempre se distinguió por ser un hombre inteligente que patentó 25 fórmulas químicas. Fue aquí donde supuestamente ocurriría su prolífica trayectoria como asesino serial, que según se sabe duró de 1994 a 1995.

## Detención, proceso jurídico y condena
El 3 de octubre de 1995, Sharif es denunciado por una trabajadora sexual, Blanca Estela Díaz de 19 años de edad, de haberla secuestrado durante 3 días, tiempo en que la habría golpeado, violado y amenazado de muerte. Los cargos fueron desechados al comprobarse que, a diferencia de lo que ella había declarado, no presentaba señales de abuso sexual. Sin embargo el gobierno de Chihuahua estaba siendo presionado para dar con el o los homicidas de las mujeres encontradas en Ciudad Juárez en la zona de Lote Bravo y Sharif, con todos sus antecedentes, era el candidato ideal para ser el "asesino serial" que la Procuraduría de Justicia de Chihuahua buscaba para fincar responsabilidad de aquel multihomicidio.
A 20 minutos de ser liberado, es reaprehendido esta vez por la desaparición de Elizabeth Castro García, una joven de 17 años de edad, con quien supuestamente Abdul sostenía una relación sentimental. La hermana de Elizabeth, Eunice Castro García, había denunciado la desaparición de esta el 15 de agosto de 1995.
El cadáver de una mujer que parecía corresponder al de Elizabeth fue encontrado sepultado en el desierto de Lote Bravo, pero la investigación dio un vuelco total cuando se comprobó que el cuerpo no pertenecía a Castro,- de hecho Elizabeth Castro estaba viva,- sino a otra mujer desaparecida en marzo de 1995, Silvia Rivera Salas. Según testigos Silvia había sido "levantada" (secuestrada) por dos sujetos en una camioneta.
Sharif fue declarado culpable y condenado a 30 años de prisión por la muerte de Silvia Rivera. También se abrió un nuevo proceso penal que lo acusaba del asesinato de otras 17 mujeres.
Curiosamente "el egipcio" estaba en prisión y los cadáveres de mujeres violadas y estranguladas continuaban apareciendo en distintas zonas de Ciudad Juárez. La autoridad vendió una imagen de Sharif a la prensa como la del psicópata, asesino, violador de mujeres que controlaba los asesinatos desde la cárcel.

## Polémica

### Chivo expiatorio
Sharif fue conocido en Ciudad Juárez como un criminal sexual con un largo historial de agresiones a mujeres, no fue difícil creer para todos que él era el responsable de los asesinatos en serie. Además para la fiscalía y el gobierno chihuahuense era un verdadero alivio poder presentar a un responsable de los feminicidios. [cita requerida] Así calmarían los reclamos de las familias de las asesinadas y calmaban a la prensa no solo nacional si no mundial que tenía en la mira a Ciudad Juárez, Sharif no hablaba español, era extranjero, sin familia, y además con un historial de agresiones sexuales, era la persona idónea para sembrarle los homicidios de mujeres encontradas en la zona de Lote Bravo, así mismo un día estando en prisión Sharif convocó a medios de comunicación para dar una rueda de prensa, en la cual diría el nombre de los verdaderos asesinos de las mujeres encontradas muertas en Lote Bravo, ante la presión de la prensa y su escaso español salieron a la luz nombres como el de Alejandro Maynez y Melchor Maynez primo del primero, Alejandro Maynez se enamoró de una chica morena, delgada, de clase humilde, y Alejandro como es conocido por todo Ciudad Juárez es el hijo adoptivo de un prominente empresario juarenze dueño de casas de juego, bares y más lugares de ocio de la frontera con El Paso, Alejandro Maynez asesinó a la chica, Sharif decía haberlo conocido en un bar del centro de Juárez donde alardeaba de haber asesinado y violado a las jovencitas con ayuda de su primo Melchor, las autoridades juarenses jamás indagaron sobre esa información pues se sabía por el propio "egipcio" que el padre de Alejandro Maynez había "pagado" a las autoridades de la Procuraduría para que su hijo gozara de inmunidad total [cita requerida] y en efecto así sucedió, pues jamás se le molestó ni se buscó a Alejandro Maynez para que diera su versión de los hechos respecto a lo dicho por Sharif, "el egipcio" hacia constantes ruedas de prensa, situación que no les pareció conveniente a los altos mandos de la Procuraduría de Justicia de Chihuahua así que lo trasladaron al penal de Chihuahua como un preso de alta peligrosidad, le negaron el derecho de ver muchas veces a su abogada defensora con cualquier tipo de pretexto [cita requerida], y la situación en Juárez seguía peor, pues aún y con Sharif incomunicado y en la cárcel los cuerpos de jovencitas violadas y estranguladas bajo el mismo "modus operandi" continuaron.
Irene Blancas abogada defensora de Sharif señaló que sufrió constantes amenazas dentro del penal, la historia sobre el egipcio era absurda, e incluso el mismo juez que lo sentenció a 30 años en una conversación personal con la defensora de Sharif admitió no tener pruebas para condenarlo sin embargo, el mismo juez sabría que no lo dejarían en libertad. Sharif moriría en prisión en circunstancias extrañas las autoridades revelarían que había sido por un infarto.

### Nuevos crímenes
Entre octubre de 1995 y abril de 1996, tiempo en el que Sharif ya estaba preso, se registraron otros 12 feminicidios en la ciudad. En 1996, fueron detenidos 5 asesinos seriales que actuaban en grupo, los Rebeldes de Ciudad Juárez, a quienes se les acusó de asesinar a 17 mujeres.
Ese mismo año, otros 5 asesinos seriales que operaban en grupo, los Ruteros, Ruleteros o Choferes de Ciudad Juárez, fueron detenidos. Según las autoridades éstos asesinos hubieran sido contratados por Abdel Sharif para que cometieran los homicidios y así poder desviar las investigaciones.
Para 1996, Abdel Sharif enfrentaba 17 cargos por homicidio material agravado, 24 cargos por homicidio intelectual, decenas de cargos por secuestro y violación, y cargos por crimen organizado e inhumación ilegal de restos humanos.

## Muerte
Abdel Latif Sharif falleció el 2 de junio de 2006, a la edad de 58 años, en el Centro de Rehabilitación Social de Chihuahua, por un paro cardíaco consecuente a un shock hipovolémico generado por una hemorragia intestinal crónica por una úlcera péptica. Ya desde el 2003, había sido diagnosticado con cirrosis hepática subsecuente a hepatitis C y hepatitis alcohólica, y un cuadro depresivo mayor, esa fue la versión manejada por las autoridades.
Fue sepultado en México, ya que no se logró localizar a ningún familiar que repatriara sus restos. No hubo ninguna ceremonia religiosa. A su entierro asistió el cónsul egipcio en México, Karim El Sadat. Alegó ser inocente hasta el último momento.
Muerto Sharif y hasta hoy en día continúan los homicidios de mujeres en Ciudad Juárez, con el mismo modus operandi con el que iniciaron, continúan desapareciendo mujeres con el mismo perfil como en 1993.